# Aylesford
Aylesford ist ein Dorf und eine Gemeinde (Civil Parish) mit 10.660 Einwohnern (Stand 2011) in der südostenglischen Grafschaft Kent. Er liegt am rechten Ufer des Medway, ca. 6 Kilometer nordwestlich von Maidstone.

## Geschichte

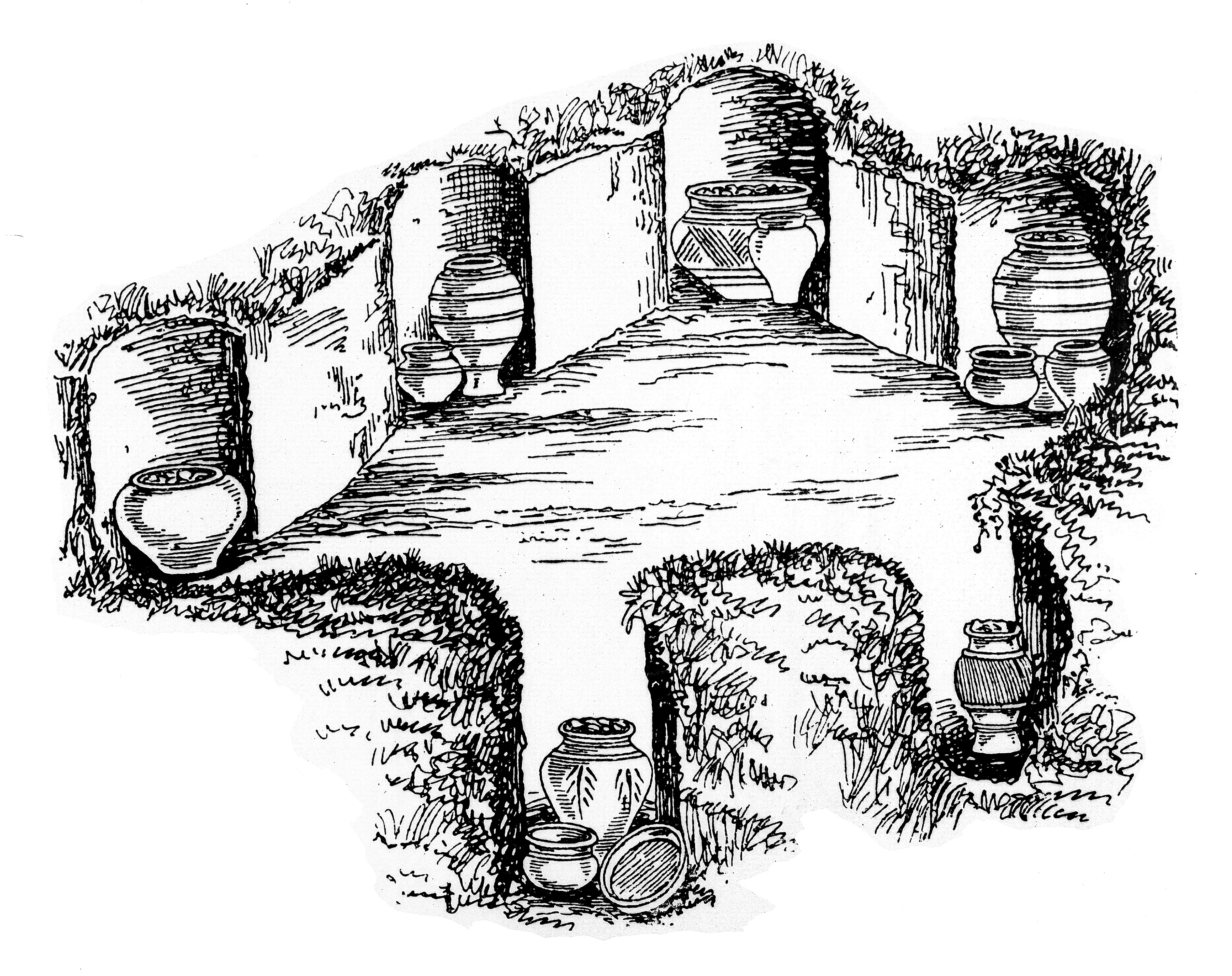
Gräberfeld

1242 gründete der heimkehrende Kreuzfahrer Ralph Frisburn unter der Schirmherrschaft von Richard de Grey in Aylesford das erste Karmeliterkloster außerhalb des Heiligen Landes in Europa. -Hier wurde der Einsiedler Simon Stock 1245 zum Generalprior des Ordens gewählt.
Von 1890 an grub der Archäologe Sir Arthur J. Evans in Aylesford ein eisenzeitliches Gräberfeld aus dem 1. Jahrhundert v. Chr. aus. Nach dem eponymen Fundort wurde ein Gefäßtyp, die Aylesford-Pfanne, benannt.

## Sehenswürdigkeiten

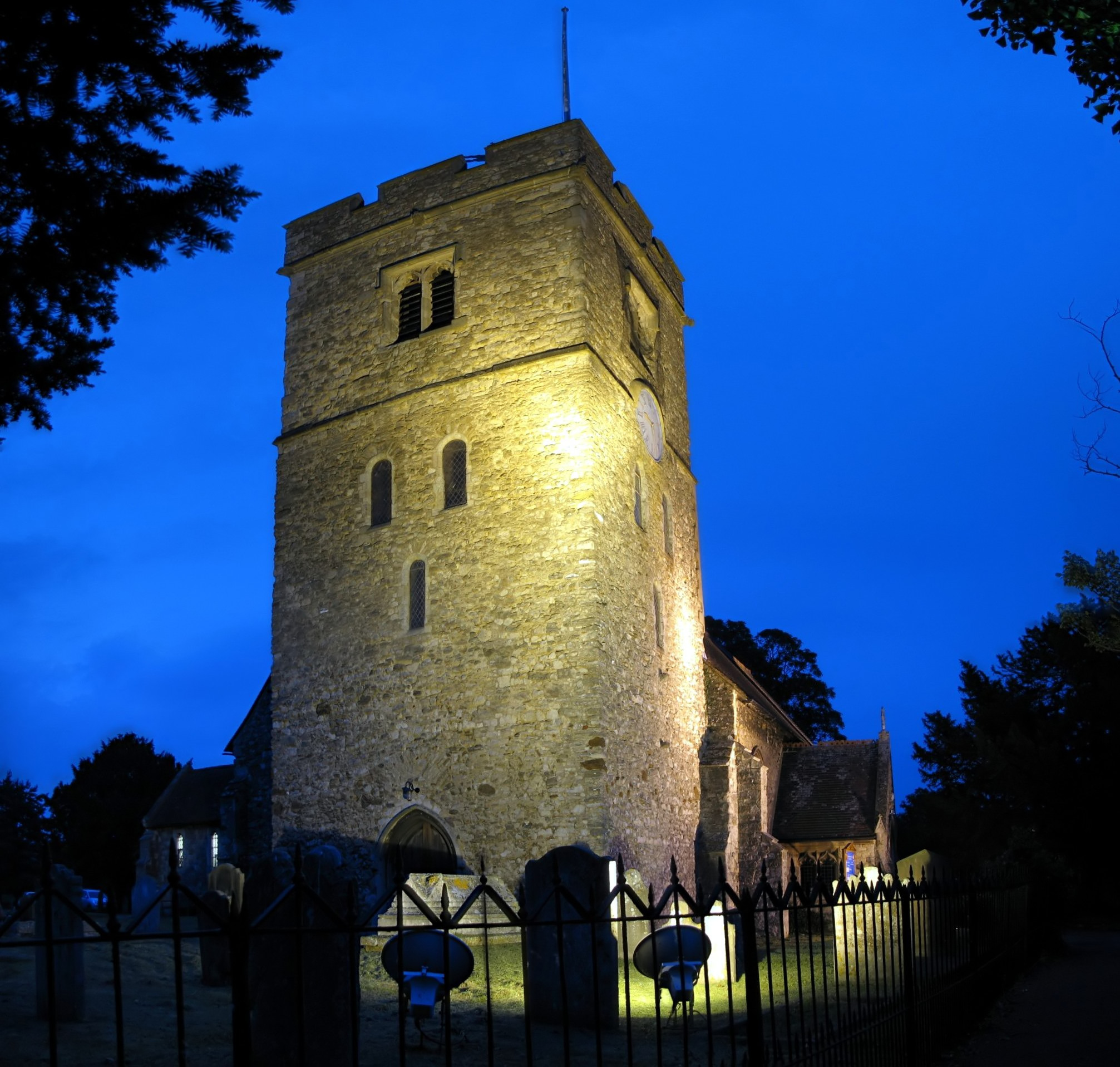
Peter und Pauls Kirche Aylesford

Zentrum des Ortes ist die spätgotische Peter und Pauls Kirche. Das 1878 restaurierte Gotteshaus weist einen deutlichen normannischen Einfluss auf und beherbergt das Grabmal der höfischen Culpeper-Familie.
| 2001 UK Census | Aylesford | Tonbridge und Malling | England    |
| -------------- | --------- | --------------------- | ---------- |
| Population     | 4.548     | 107.561               | 49.138.831 |
| Ausländer      | 3,8 %     | 4,6 %                 | 9,2 %      |
| Weiß           | 98,2 %    | 98,3 %                | 90,9 %     |
| Asiatisch      | 0,9 %     | 0,7 %                 | 4,6 %      |
| Schwarz        | 0,1 %     | 0,1 %                 | 2,3 %      |
| Christen       | 77,4 %    | 76,1 %                | 71,7 %     |
| Muslime        | 0,2 %     | 0,3 %                 | 3,1 %      |
| Hindu          | 0,5 %     | 0,2 %                 | 1,1 %      |
| Keine Religion | 12,8 %    | 15%                   | 14,6 %     |
| Arbeitslos     | 1,9 %     | 1,9 %                 | 3,3 %      |
| Rentner        | 15,3 %    | 14,2 %                | 13,5 %     |

### Royal British Legion Village
Das im Süden von Aylesford gelegene Dorf wurde nach dem Ersten Weltkrieg gegründet, um verletzten Soldaten nach ihrer Entlassung aus dem nahe gelegenen Preston Hall Krankenhaus zu helfen. Es wurde zum Zentrum einer kleinen Gemeinschaft, der The Preston Hall Colony. Dabei war es eines der ersten Projekte der 1921 gegründeten British Legion.
Seither hat sich eine blühende Gemeinschaft mit Pflegeheimen, betreutem Wohnen und unabhängigen Wohneinheiten sowie diversen sozialen Aktivitäten für die Veteranen entwickelt.
Im Jahr 1972 zog die Zentrale des Poppy Appeal in das Dorf und bildet heute eines der wichtigsten Zentren der Legion.